# Kentucky Speedway
Kentucky Speedway és un circuit automobilístic de carreres d'1,5 milles (2.400 metres) d'extensió, situat prop de la població de Sparta, Kentucky, Estats Units. Fou construït per a atraure les més importants categories nord-americanes d'automobilisme als habitants de les ciutats properes de Cincinnati, Louisville i Lexington.
La categoria de monoplaces IndyCar Series visità Kentucky a l'agost des de l'any 2000, amb la companyia de la Indy Lights a partir de 2002. Les carreres duren respectivament 300 i 100 milles (480 i 160 km). Dues de les divisions nacionals de la NASCAR, la Busch Series i la NASCAR Truck Series, corren allí una carrera de 300 i 225 milles des de 2001 i 2000 respectivament.
L'amo de l'oval, Jerry Carroll, havia intentat infructuosament durant diversos anys aconseguir una data de la NASCAR Cup Series. Això va dur a l'empresari a presentar una demanda legal en 2005 contra la International Speedway Corporation, l'empresa propietària de la majoria dels circuits de la NASCAR, per no permetre albergar a Kentucky una data de la Copa malgrat complir amb els requisits. La demanda va ser rebutjada el gener de 2008.
Mentrestant, Kentucky s'usà com pista de proves pels equips d'eixa categoria, ja que les pràctiques privades en els circuits del calendari estaven restringides. Al maig de 2008, l'oval de Kentucky va ser comprat per l'altra gran empresa ama de nombrosos circuits en Estats Units, Speedway Motorsports.

## Guanyadors

### IndyCar Series i Indy Lights
| Any  | IndyCar Series   | IndyCar Series     | IndyCar Series        | Indy Lights       |
| Any  | Pilot            | Automòbil          | Equip                 | Pilot             |
| ---- | ---------------- | ------------------ | --------------------- | ----------------- |
| 2000 | Buddy Lazier     | Dallara Oldsmobile | Hemelgarn Racing      |                   |
| 2001 | Buddy Lazier     | Dallara Oldsmobile | Hemelgarn Racing      |                   |
| 2002 | Felipe Giaffone  | G-Force Chevrolet  | Mo Nunn Racing        | A.J. Foyt IV      |
| 2003 | Sam Hornish Jr.  | Dallara Chevrolet  | Panther Racing        | Jeff Simmons      |
| 2004 | Adrian Fernández | G-Force Honda      | Fernández Racing      | P.J. Chesson      |
| 2005 | Scott Sharp      | Panoz Honda        | Fernández Racing      | Travis Gregg      |
| 2006 | Sam Hornish Jr.  | Dallara Honda      | Penske Racing         | Jay Howard        |
| 2007 | Tony Kanaan      | Dallara Honda      | Andretti Green Racing | Hideki Mutoh      |
| 2008 | Scott Dixon      | Dallara Honda      | Chip Ganassi Racing   | Dillon Battistini |
| 2009 | Ryan Briscoe     | Dallara Honda      | Penske Racing         | Wade Cunningham   |

### NASCAR
| Any  | Sèries Busch       | Sèries Truck   |
| ---- | ------------------ | -------------- |
| 2000 |                    | Greg Biffle    |
| 2001 | Kevin Harvick      | Scott Riggs    |
| 2002 | Todd Bodine        | Mike Bliss     |
| 2003 | Bobby Hamilton Jr. | Carl Edwards   |
| 2004 | Kyle Busch         | Bobby Hamilton |
| 2005 | Carl Edwards       | Dennis Setzer  |
| 2006 | David Gilliland    | Ron Hornaday   |
| 2007 | Stephen Leicht     | Mike Skinner   |
| 2008 | Joey Logano        | Johnny Benson  |